# 이종욱 (승려)
이종욱(李鍾郁, 일본식 이름: 廣田鍾郁(히로타 쇼이쿠), 1884년 ~ 1969년)은 일제강점기의 불교 승려이다. 초년에는 항일 운동을 했지만 나중에는 일제에 협조했고 대한민국 제2대 국회의원과 동국대학교 이사장도 지냈다. 호는 지암(智庵)이다.

## 생애
강원도 평창 출신으로 13세에 출가하여 오대산 월정사에서 승려 생활을 했다. 월정사 승려로 있을 때인 1919년 3·1 운동이 일어났고, 이종욱은 만세 시위에 참가했으며 이탁의 무장 단체인 27결사대에도 가입했다. 3·1 운동의 결과로 한성임시정부가 세워지자 강원도 대표로 참가했으며, 상하이의 대한민국 임시정부에 설치된 임시의정원에서도 강원도 대표를 맡았다.
그러나 이종욱은 1920년대 중반부터 다시 국내 불교계에서 활동을 했으며, 이때부터 광복 시점까지 일관된 친일 행적을 남겼다. 해외로 망명까지 했던 독립 운동가에서 친일파로 전향하게 된 계기와 정확한 시기는 분명치 않다. 어쨌든 그는 1923년에는 상하이에서 국내로 돌아와 월정사에 복귀해 있었고, 1930년 조선총독부의 임명을 받는 월정사의 주지가 되었으며 그해 불교계 대표격인 종회(宗會)의 의장으로도 선출되었다.
이종욱이 일제에 겉으로 드러나도록 협조한 것은 1936년 미나미 지로 조선총독의 부임 때 불교계를 대표하여 미나미 환영식에 참가한 무렵부터이다. 1937년 31개 본산의 주지들이 모여 총본산(조계종)을 설립하기로 했을 때 총본산건설위원회 대표가 되었는데, 당시 이처럼 불교계의 수장으로 인정 받을 수 있게 되기까지는 조선총독부의 후원이 필요했기 때문이다.
중일 전쟁 이후에는 일본군을 위한 기원법회나 시국강연회를 열어서 적극적으로 일본이 일으킨 전쟁에 협력했다. 《신불교》 등의 잡지에 친일 논설을 싣기도 했다. 전쟁 지원을 위한 친일 단체 국민총력조선연맹, 임전대책협의회, 조선임전보국단에도 빠짐없이 가담했다. 이처럼 적극적인 친일 승려로 오래 활동했기에 광복 이틀 후에는 1941년부터 맡아온 종무총장 직에서 사퇴해야 했으며 승권 정지의 징계를 받기도 했다.
그러나 이종욱은 이후 우익 정치인으로 변신하여 반탁 운동에 뛰어들면서 다시 불교계의 원로로 복귀했다. 1950년 고향인 평창에서 제2대 국회의원에 당선되었으며, 1951년 동국대학교 재단이사장, 1952년 불교계 대표인 중앙총무원장 자리로 돌아왔다. 이종욱이 동국대학교 이사장으로 있을 때는 친일 승려로 유명한 권상로가 총장으로 기용되기도 했다.

## 사후
이종욱은 1977년 건국훈장 독립장을 추서 받았으나, 1993년 대한민국 국가보훈처가 친일 경력이 있는 독립유공자들을 대상으로 재심을 할 때 재심 대상자 8명 중의 하나로 명단에 올랐다. 2002년 민족정기를 세우는 국회의원모임이 발표한 친일파 708인 명단과 2008년 민족문제연구소에서 친일인명사전에 수록하기 위해 정리한 친일인명사전 수록예정자 명단에 모두 선정되었다. 2009년 친일반민족행위진상규명위원회가 발표한 친일반민족행위 705인 명단에도 포함되었다.
현 조계종을 사실상 창설한 인물인 그를 겨냥한 끊임 없는 친일파 논란은 불교계에서 적지 않은 반발을 불러일으켰고, 이를 반박하기 위한 연구도 진행되었다. 예를 들어 동국대에서 석사학위 논문으로 제출된 박희승의 《지암 이종욱 연구》(동국대 불교대학원, 2000)는 이종욱의 대동단 가담이나 김구와의 만남 등에 대해 서술하면서 항일 투사로 평가하고 있고, 친일 행위 자체가 고도의 위장전술이었다는 주장 도 있다. 2010년 서훈이 취소되었다.

## 상훈
- 건국훈장 독립장 - 1977년 서훈, 2010년 취소

## 역대 선거 결과
| 실시년도 | 선거   | 대수 | 직책     | 선거구      | 정당               | 득표수   | 득표율          | 순위 | 당락 | 비고 |
| -------- | ------ | ---- | -------- | ----------- | ------------------ | -------- | --------------- | ---- | ---- | ---- |
| 1950년   | 총선   | 2대  | 국회의원 | 강원 평창군 | 대한독립촉성국민회 | 11,525표 | \| \| 35.85% \| | 1위  |      | 초선 |
|          | 35.85% |      |          |             |                    |          |                 |      |      |      |

## 같이 보기
- 월정사
- 조선임전보국단
- 조선불교근로보국대
- 한용운
- 이갑성
- 이춘성
- 최남선
- 송만공
- 김법린

## 참고 자료
- 임혜봉 (2005년 3월 1일). 〈이종욱 : 항일 투사에서 변절한 불교계 최고의 친일파〉. 《친일 승려 108인》. 서울: 청년사. 588~639쪽쪽. ISBN 9788972783848.
- 반민족문제연구소 (1995년 7월 1일). 〈이종욱 : 항일투사에서 불교 친일화의 기수로 (임혜봉)〉. 《친일파 99인 (3)》. 서울: 돌베개. ISBN 8971990139.
- 이종욱 - 대한민국헌정회
- 이종욱 : 독립유공자 공훈록 - 국가보훈처